# Hypselomus cristatus
Hypselomus cristatus là một loài bọ cánh cứng trong họ Cerambycidae.